# MiG-105
El Mikoyan-Gurevich MiG-105.11 (en ruso МиГ-105.11), también conocido como Aeronave Orbital Experimental de Pasajeros (EPOS) (en ruso Экспериментальный орбитальный пассажирский самолет) fue un desarrollo realizado dentro del programa del sistema aeroespacial «Spiral», proyecto soviético para crear una nave espacial reutilizable. Se desarrolló en la Oficina de Diseño OKB-155 de A.I. Mikoyan bajo la dirección del diseñador jefe Gleb Evgenievich Lozino-Lozinsky. Este vehículo de prueba tripulado sirvió para la investigación y estudio del manejo y el aterrizaje a baja velocidad de aeronaves espaciales destinadas a viajar la órbita terrestre. 
El MiG 105 fue apodado "Lapot" (en ruso : лапоть , o bast shoe (la palabra también se usa como jerga para "zapato" o "zueco")), por la forma de su nariz.
Con la definición de "aeronave orbital" (OS), "aeronave aeroespacial" (VKS), "Avión espacial" o "aeronave aeroespacial" se entiende una aeronave alada que se pone en órbita, bien mediante un sistema vertical mediante un cohete o sistemas de cohetes u horizontal mediante un avión de transporte que lo acerca a las capasa altas de la atmósfera facilitando su salida a la órbita terrestre de destino. Tras realizar las tareas encomendadas, regresa a la tierra aterrizando como un avión convencional en el aeródromo designado. Combina las propiedades de un avión y una nave espacial.

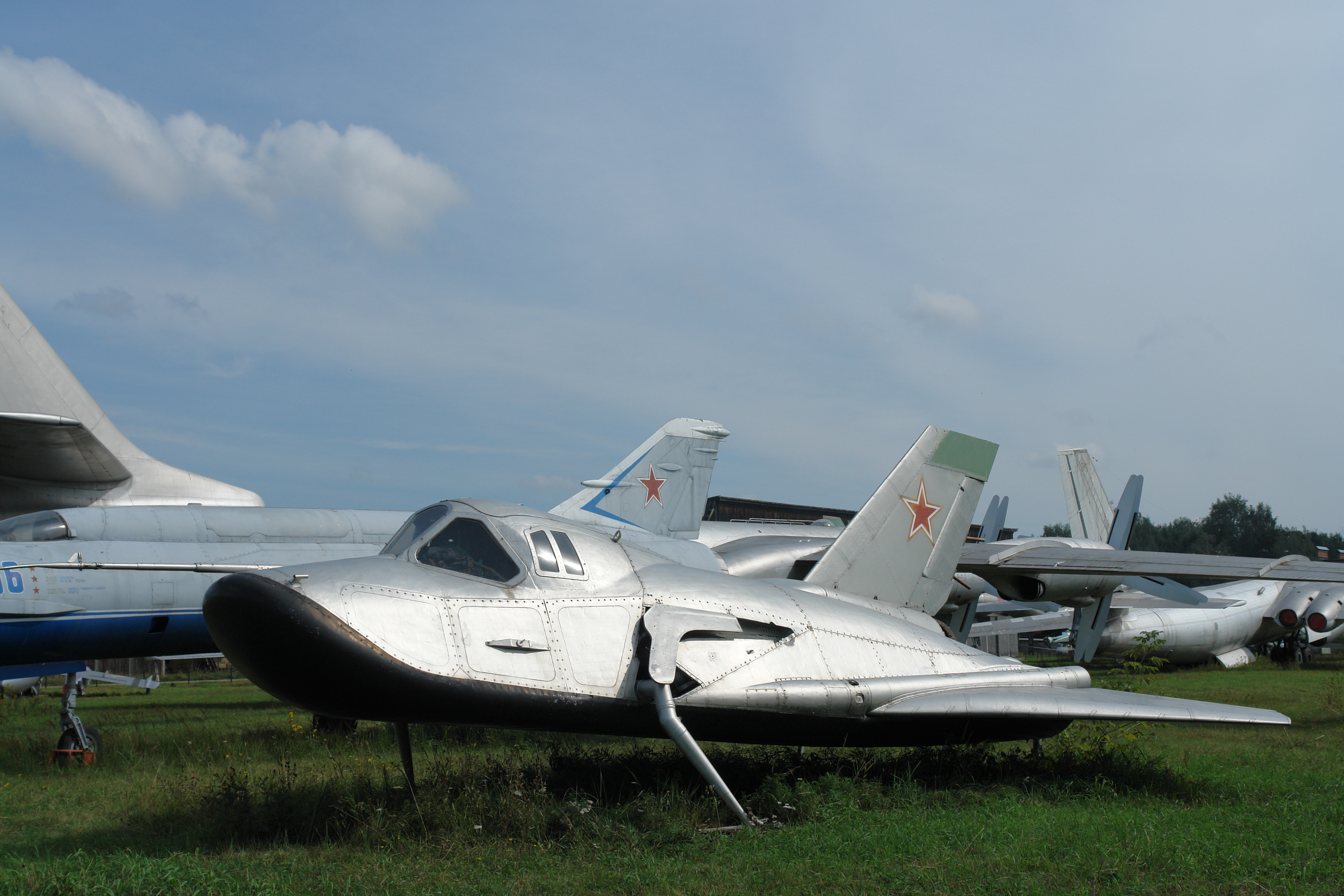
MiG-105011 exhibido en el Museo Central de las Fuerzas Aéreas en Mónino, cerca de Moscú.

El proyecto sistema aeroespacial «Spiral», del que formaba parte el MiG-105, fue cancelado en 1978 y dio paso al nuevo desarrollo del proyecto Energía/Burán que desarrolló el transbordador espacial Burán.

## Historia
A finales de 1965, el Comité Central del PCUS y el Consejo de Ministros de la URSS emitieron un decreto sobre la creación de un Sistema Orbital Aéreo. Inicialmente, se planeó lanzar el avión orbital con el cohete R-7.
Las pruebas en tierra comenzaron el 2 de diciembre de 1975. Las pruebas a velocidad subsónica, incluida la caída desde un avión portaaviones Tu-95, se llevaron a cabo hasta el 13 de septiembre de 1978, en este último aterrizaje la aeronave sufrió daños en el tren de aterrizaje al aterrizar de forma defectuosa por un error de la información que recibió el piloto, Vasily Uryadov, que estaba cegado por el sol.

### Cronología
- 1960 – Inicio de la concepción del proyecto.
- 1964 - Adopción de un plan quinquenal 1964-1969 para viajes espaciales militares.
- 1965 - Comienza oficialmente el programa Spiral como parte del Plan Quinquenal.
- 1969 - Terminación del programa Spiral
- 1974 – Se reanuda el programa Spiral
- 1976 – 11 de octubre, primer vuelo de prueba subsónico del MiG-105-11 a 1800 pies, partiendo de una pista de aterrizaje cerca de Moscú.[1]
- 1976 - 27 de noviembre, primer vuelo de prueba del 105-11, lanzando un avión Tu-95 desde 5.500 metros de altitud.
- 1978 - 1 de septiembre, octavo y último vuelo atmosférico exitoso del MiG-105-11, daño significativo a la estructura del avión al aterrizar porque el piloto Vasily Uryadov, cegado por el sol, aterrizó del suelo a la derecha de la pista debido a una información incorrecta.

## Características
El orbitador, la Aeronave Orbital Tripulada Experimental "EPOS",  parece que partió del diseño del avión espacial Tsybin PKA de los años 60, que tenía el mismo apodo, era un pequeño avión, parecido a un cuerpo de sustentación, con pequeñas alas plegables conectadas al fuselaje central.
La tripulación estaba formada por un único tripulante, que accedía al orbitador a través de una escotilla ubicada encima del asiento. La masa total del orbitador era de 8.800 kg. Podía alcanzar órbitas inclinadas entre 45 y 135 grados.
El gran tamaño y grosor del morro, ayudaba a reducir el calor generado durante la reentrada, lo que fue también adoptado por la NASA para la propuesta HL-20 en la década de 1980.
Una de las características más notables del transbordador es que las alas eran movibles. Se mantenían inclinadas 60 grados durante el lanzamiento, órbita y reentrada, lo que favorecía la estabilidad. Tras la reentrada, una vez se había frenado a velocidades subsónicas, unos actuadores movían las alas a una posición horizontal, lo que favorecía la sustentación.
El transbordador era colocado en una órbita provisional de 130-150 km de altitud, que solo podía mantenerse 2 o 3 vueltas sobre la tierra, antes de que la resistencia y el rozamiento de la alta atmósfera a esa altitud, provocara la disminución de su velocidad y la reentrada en la atmósfera. Para evitar esta situación, era necesario un último impulso que elevara el transbordador a una órbita más alta. Eso se conseguía mediante un pequeño motor en la parte trasera del mismo, que desarrollaba una fuerza equivalente a 1.500 kg, con dos motores de emergencia de 40 kg cada uno. Las maniobras orbitales se realizaban mediante seis pequeños motores instalados en el fuselaje central, con una fuerza de 16 kg cada uno y para las maniobras finas de mayor precisión, había diez motores de 1 kg de fuerza cada uno.
Los tanques de combustible se localizaban en el centro del transbordador. Todos los motores utilizaban una combinación de dimetilhidracina asimétrica como combustible y tetróxido de nitrógeno como comburente. Se tenía previsto desarrollar una versión más avanzada que habría utilizado flúor y amoníaco.
El orbitador contaba para vuelos a baja altitud, con un pequeño motor a reacción instalado en la parte trasera, bajo el timón vertical que, a plena potencia, permitía una autonomía de diez minutos volando a baja altitud. Esto permitía en caso necesario abortar el aterrizaje, alejarse de la pista de aterrizaje e intentarlo de nuevo. El motor estaba ubicado bajo el estabilizador central y durante el resto del vuelo estaba oculto para su protección, con una cubierta térmica.
En caso de emergencia, el tripulante del orbitador podía ser eyectado de la nave en su cabina en una cápsula de escape, en un diseño original y único en su tipo, para proteger al piloto de las corrientes de aire supersónico, la gran velocidad y altitud de la nave. Dicha cápsula podía ser activada en cualquier momento del vuelo y a diferente altitud operativa, ya que contaba con su propio sistema de navegación, protección térmica, motores para salir de órbita y escudo de reentrada (cuya forma era parecida a la de las cápsulas Soyuz).
El aterrizaje se efectuaba con plataformas tipo esquís, que bajaban del fuselaje central, ya que no se confiaba en que unas ruedas convencionales, pudieran resistir el calor de la reentrada. El compartimento para alojarlos estaba ubicado en un lateral del fuselaje central (no en la parte inferior, como suele ser habitual en las aeronaves) para proteger la integridad del escudo de reentrada.
El escudo de reentrada estaba compuesto por metales muy resistentes al calor, como el niobio, el molibdeno y el wolframio. Estaba articulado en diferentes láminas, para que la dilatación térmica generada por la reentrada no lo dañara. La proyección térmica fue diseñada bajo el principio de "construcción de carcasa caliente" con una temperatura máxima de 1.500 °C, es decir el enfriamiento de la estructura se realizaba por la transferencia de calor de zonas calientes a frías, sin el uso de refrigeración activa. Esto determinó un radio máximo de brusquedad de la nariz y el ala para aprovechar al máximo la re-irradiación del flujo de calor desde la parte inferior de la superficie a la superior en relación con la implementación de volúmenes huecos en la promoción nasal y el ala. Se construyó un escudo de protección con aislamiento térmico interno de fibra de sílice ultrafina y cuarzo amorfo de alta pureza, prensado por una hoja de capacidad calorífica con una capa de plata, que aseguraban una protección térmica eficaz de una aeronave orbital a velocidades hipersónicas. A esto se le añadió una armadura en las que se fijaban todas las unidades mediante varillas tubulares separadas y en el que se bloquean todos los tipos de cargas que llegan al fuselaje. 
La parte de la aeronave más sometida al estrés térmico iba con un escudo térmico que percibía las cargas aerodinámicas locales y protegía la potencia interna establecida de las altas temperaturas. La pantalla constaba de las siguientes partes:
- Parte principal con aislamiento térmico ubicada debajo de todas las unidades de la aeronave.
- Parte del arco sin aislamiento térmico, que tiene la posibilidad de intercambio de calor radiante libre con una superficie superior menos caliente, por lo que la temperatura de la pantalla en la zona de temperatura máxima disminuía de 1600 °C a 1400 °C.
- Percibir una diferencia de temperatura de hasta 1000 °C debido a deformaciones elásticas de la ondulación.

La pantalla iba montada sobre una serie de cojinetes articulados de cerámica que aislaban el escudo térmico de la estructura principal, esto aseguraba la invariabilidad de los contornos externos al mantener la forma y la posición de la pantalla en relación con el cuerpo,al tiempo que protegía la estructura principal dándose diferencias de temperatura de entre 800 y 1000 °C. El escudo térmico se realizó mediante una cubierta de placas dispuestas en "escama de pescado" realizadas en una aleación de niobio revestido VN5AP, recubiertos con disilicide de molibdeno.
El tren de aterrizaje se diseñó como un chasis de esquí de 4 postes con soportes de disco que se escamoteaban en nichos situados en los laterales de la nave, para los soportes delanteros, y en la sección inferior del fuselaje para los traseros. El tren de aterrizaje quedaba protegido por la pantalla térmica. Los esquís estaban hechos de metal resistente al desgaste y podían aguantar las temperaturas que se daban en la nave sin deteriorarse, cosa que no era factible con el uso de neumáticos de goma. Este sistema de aterrizaje aseguraba el aterrizaje en casi cualquier terreno más o menos uniforme con una resistencia mínima de unos 4 kg/cm2.
Los diseñadores de la OKB-155 ya contemplaron en 1966 un revestimiento protector de calor de cerámica ultraligero; 16 años después, se ensayó en el BOR-4 la primera prueba de baldosas de cuarzo soviéticas.

#### Versiones
Se diseñaron tres versiones diferentes:
- 105-11: prototipo de vuelo atmosférico subsónico (EPOS), 2 × Kolessow RD-36[1]
- 105-12 - Prototipo supersónico para vuelo atmosférico.
- 105-13 - Prototipo supersónico para vuelo orbital.

Estas versiones se correspondían a los siguientes objetivos:
- Reconocimiento: llevaba 500 kg de equipos electrónicos. Los equipos fotográficos permitían una resolución de 1,2 m para una órbita de 130 km de altitud. Hubiera llevado una antena desechable sobre la nave de 1,5 m. capaz de detectar escuadrones de aviones y grandes bases enemigas, al volar invertido en el espacio. Unos motores de flúor y amidol permitían variar la inclinación de la órbita hasta 17 grados.

- Intercepción: llevaba 500 kg de material militar. Unos motores de flúor y amidol permitían variar la inclinación de la órbita hasta 17 grados. Se desarrollaron dos versiones del interceptor:

- Interceptor-inspector: hubiera sido capaz de acercarse a 35 km del objetivo enemigo a gran altitud, como un satélite militar, estudiarlo con un visor que amplificaba las imágenes 50 veces y, en caso de que se quisiera, atacarlo con hasta 6 misiles pequeños de 25 kg. cada uno, transportados en un contenedor rotatorio sobre la nave y cuyo alcance máximo era de 30 km. Esta versión hubiera sido capaz de atacar hasta dos objetivos diferentes que ocuparan órbitas que se diferenciaran 7-8 grados y 100 km de distancia, por la gran velocidad de la nave y la gran altitud operativa para el ataque.

- Interceptor de largo alcance: hubiera llevado dos misiles de 170 kg con guiado óptico, capaces de alcanzar objetivos a 350 km de distancia. En esta versión de largo alcance el Spiral también hubiera sido capaz de atacar dos objetivos, que podían encontrarse a alturas de hasta 1000 km sobre la nave.

- Avión espacial de ataque: llevaba 2.000 kg de material militar, más grande y pesado, se hubiera utilizado para atacar buques. El orbitador hubiera contado con un único misil de 1700 kg, cuya probabilidad de acertar a un portaaviones occidental se estimaba en un 90%, volando en forma invertida en el borde del espacio, a una altitud imposible de interceptar por un avión de combate convencional. Unos motores de flúor y amidol, permitían variar la inclinación de la órbita hasta 7 u 8 grados; además, podía efectuar simultáneamente un cambio de órbita a más de 100 km de altitud, con un cohete conectado en su parte trasera, que podía ser desechado y al lanzar el misil sobre el objetivo enemigo, su peso se hubiera reducido a 4.900 kg. y por la gran velocidad en el borde del espacio, sería imposible de interceptar por un sistema de defensa convencional.

El 105-12, que debía haber realizado vuelos supersónicos, estaba listo cuando el programa se dio por finalizado. Nunca llegó a volar. El 105-13, que debía haber realizado vuelos hipersónicos, solo tenía completado el fuselaje y se probó en una cámara de vacío, para simular las condiciones de reentrada, demostrándose capaz de resistir condiciones de hasta 50 vuelos.

## Especificaciones
Generales
- Tripulación: 1 persona
- Longitud: 8 m (8,5 m subsónico analógico)
- Envergadura: 7,4 (6,4) m
- Altura: 3,5 m
- Área del ala: 24 m²
- Masa vacía: 10 300 kg (4220)
- Motores: TRD RD-36-35K
- Empuje máximo: 2350 kgf (2000)
- Carga alar: 175 kg/m²

Características de vuelo
- Velocidad máxima: 800 km/h (500 mph, 430 nudos) Mach 0,65
- Velocidad máxima en el suelo: 250-280 km/h

## Astronautas participantes en el proyecto
En 1966 se formó, en el Centro de Entrenamiento de Cosmonautas, un grupo de cosmonautas con el objetivo que participarán en las pruebas del proyecto del sistema aeroespacial «Spiral». En él participaron cosmonautas con suficiente experiencia de vuelo.  Composición inicial del grupo fue:
- Guerman Stepánovich Titov, que ya había salido al espacio.
- Anatoly Petrovich Kuklin
- Vasili Grigorievich Lazarev
- Anatoly Vassilyevich Filipchenko

En 1969 se realizó una reorganización del Centro de Formación de Cosmonautas y se creó el Cuarto Departamento de la Primera Dirección de la CTC cuyo responsable fue Guerman Stepánovich Titov que acababa de obtener el diploma del Sistema de rescate de emergencia (SAS) en aviones aeroespaciales. El nuevo departamento reclutó a jóvenes pilotos que recibieron capacitación espacial, estos fueron:
- Leonid Denísovich Kizim, preparado entre 1969 y 1973.
- Anatoli Nikoláyevich Beriozovói, preparado entre 1972 y 1974.
- Anatoly Ivanovich Dedkov, preparado entre 1972 y 1974.
- Vladímir Aleksandrovich Dzhanibekov, preparado de julio a diciembre de 1972.
- Vladimir Sergeevich Kozelsky, preparado entre agosto de 1969 y octubre de 1971.
- Vladímir Afanásievich Liájov, preparado entre 1969 y 1973.
- Yuri Vasilyevich Malyshev, preparado entre 1969 y 1973.
- Aleksandr Yakovlevich Petrushenko, preparado entre 1970 y 1973.
- Yuri Viktorovich Romanenko, preparado en 1972.

El 7 de enero de 1971 Anatoly Vassilyevich Filipchenko sustituyó a Guerman Titov al frente del departamento y el 11 de abril de 1973, el cosmonauta de prueba de instructor Lev Vasilievich Vorobyov se puso al frente del mismo, ese mismo año de disolvió tras poner fin al proyecto Spiral.